# Louis Fourmond
Louis Fourmond né le 30 octobre 1912 à Saint-Denis-d'Anjou en Mayenne et mort le 24 juin 2000 à Château-Gontier en Mayenne, est un agriculteur et homme politique français.

## Biographie
Il appartient d'abord au groupe Républicains populaires et centre démocratique, qui devient ensuite Centre démocratique. Il appartient, de 1967 à 1968, au groupe Progrès et démocratie moderne.
Il est par la suite membre de la Chambre d'agriculture de la Mayenne.